# Могильца
Моги́льца — деревня в Погорельском сельском округе Глебовского сельского поселения Рыбинского района Ярославской области .
Деревня расположена в северной части Глебовского сельского поселения, вдоль правого берега Волги (Рыбинское водохранилище), отделённая от берега небольшой рощей. Ширина водохранилища в этом районе около 7 км. Фарватер проходит примерно в 2 км от берега, перед фарватером протянулась цепочка небольших остовов Трясье. К северу от деревни Могильца стоит деревня Починок, а южнее , то есть выше по течению на берегу Волги стоит деревня Обухово, при этом южная околица Могильцы смыкается с северной околицей Обухово. К юго-востоку от Могильцы расположена деревня Петрицево, к которой ведёт просёлочная дорога от Могильцы и Обухово. Через Петрицево идут три дороги к населённым пунктам, расположенным на автомобильной дороге из центра сельского поселения Глебово на Ларионово: к Малому Сёмино, Тебенихе и центру сельского округа Погорелка .
Деревня Могилницы указана на плане Генерального межевания Рыбинского уезда 1792 года.
На 1 января 2007 года в деревне числилось 7 постоянных жителей . Почтовое отделение в селе Погорелка, обслуживает в деревне Могильца 50 домов, названий улиц нет .